# Plutón de Panticosa
El plutón de Panticosa es un plutón granítico del Pérmico que se localiza en la zona central del macizo Pirenaico, en la comarca aragonesa del Alto Gállego, dentro del Valle de Tena (Aragón, España). En la actualidad aflora en una zona escarpada donde la erosión glaciar comenzó a esculpir el paisaje, dejando como resquicios de su antigua actividad a los pequeños lagos o ibones localizados en el interior de los macizos graníticos. Desde un punto de vista hidrográfico, esta zona corresponde a la zona alta del río Gállego, al cual, todos sus afluentes confluyen para atravesar la sierra cretácica por la cerrada de Santa Elena. Se trata pues de una zona montañosa donde su cota media se sitúa alrededor de los 1500 m y donde destacan picos tales como el Balaitús (3151m), el Infiernos (3076 m), o el Argualas (3041 m).

## Geología
Geológicamente, el plutón de Panticosa se encuentra situado en la zona axial pirenaica, es decir, la zona central, donde se localizan los materiales más antiguos del orógeno pirenaico. Estos materiales están constituidos por rocas que abarcan desde el Silúrico hasta el Pérmico, y que están caracterizados principalmente por pizarras y potentes series carbonatadas. Estos materiales paleozoicos se encuentran afectados por un intenso plegamiento generado durante la orogenia varisca. Estos materiales ocasionalmente están afectados por metamorfismo de grado bajo.
El plutón de Panticosa tiene una morfología circular en sección, algo alargada en la dirección N-S. Ocupa una extensión de 40 km² formando parte de un extenso complejo magmático (257 km²) compuesto por la yuxtaposición de tres plutones (Cauterets Oriental, Cauterets Occidental y Panticosa). A este complejo de plutones se le denomina comúnmente como “batolito de Cauterets-Panticosa”. La aparición de este batolito data del Pérmico (270-250 M.a.), del final de la orogenia varisca, aunque existe cierta controversia.
El plutón de Panticosa está constituido por cuatro facies petrográficas, cuya disposición concéntrica define una zonación normal. El plutón de Panticosa presenta una marcada afinidad calcoalcalina y presenta inclusiones máficas. En general los contactos con la serie sedimentaria son limpios y netos, donde el encajante está constituido por sedimentos del Paleozoico superior, fundamentalmente devónicos situados en el extremo sureste del manto alpino de Gavarnié. En general se trata de una compleja serie de pizarras, pizarras arenosas y calizas. Las estructuras que presentan estos materiales son el resultado de la superposición de las orogenias varisca y alpina, pudiendo observar una marcada esquistosidad alpina en los materiales menos competentes.
La aureola de contacto es única para los tres plutones, que son, sin embargo, estructuralmente independientes. La anchura de la aureola de metamorfismo en torno a los granitos varía de una centena de metros a 3 o 4 km.

### Petrogénesis
El batolito de Cauterets-Panticosa proviene según Debon (1980) de una fusión parcial del manto, que da origen a un magma básico, de composición similar a la de un basalto calcoalcalino, pero rico en Mg, Cr y Ni. Al intruir en la corteza continental causa la fusión parcial y la creación de otro magma más silíceo. Ambos magmas por metasomatismo y quizás incluso por mezcla, producen cuatro magmas híbridos. Estos magmas ascienden independientemente el uno del otro por la corteza, acarreando consigo en forma de inclusiones más o menos cantidad de magma máfico (lo que explicaría la presencia de inclusiones máficas).
De esta manera, al macizo occidental de Cauterets correspondería a tres unidades de hibridación, el de Panticosa a una diferenciación, y en el de Cauterets Oriental tienen lugar los dos fenómenos.
El plutón de Panticosa se trata de un plutón ígneo constituido por cuatro tipos petrográficos con contacto gradual entre ellos, cuya disposición concéntrica define una zonación normal, que ha desarrollado un metamorfismo de contacto de bajo grado de tipo isoquímico donde las estructuras sedimentarías no han desaparecido como consecuencia del mismo. Las facies ígneas, que constituyen la zonación del interior al exterior del plutón son:
- zona monzogranítica
- zona de granodiorita de grano medio
- zona de granodiorita de grano fino
- zona de tonalita

La edad del plutón genera algo de controversia, ya que las dataciones absolutas lo datan sobre los 270-250 M.a. Pero sin embargo, Santana (2002), propone que el emplazamiento del plutón de Panticosa, tuvo lugar durante las etapas principales de la deformación varisca, ya que según los datos magnético-estructurales, parecen sugerir que su estructura interna es consecuencia de «la intrusión y deformación del magma, dentro de un contexto transpresivo dextroso».
Por otra parte, la influencia de la orogenia alpina en el plutón se pone de manifiesto en las estructuras de dirección pirenaica (diques y fracturas).

### Diques y fracturas
El plutón de Panticosa se encuentra atravesado por rocas filonianas de disposición muy variada, presentando morfologías cilíndricas y anastomosadas. La naturaleza de éstos puede ser ácida o básica, pudiendo distinguir entre diques aplíticos, lamprófidos, o monominerales. 
- Los diques ácidos son relativamente raros, dispersos y por norma general presentan menos potencia que los “básicos”.
- Los diques básicos presentan usualmente texturas vítreas en el contacto, cortando estructuras magmáticas. Se encuentran regularmente distribuidos por el área granítica y son particularmente evidentes en las partes centrales. Estos diques continúan sus límites fuera de los límites del plutón, llegando a cortar a las estructuras hercínicas de los materiales encajantes (Santana 2002).

Los datos obtenidos en la estación donde se localizan diques de morfología anastomosada, han servido para realizar una aproximación de la relación existente entre la formación de los diques y la existencia de fracturas. Así como para observar la relación cronológica entre los diques de diferente petrología.